# 1232
1232 (MCCXXXII) fue un año bisiesto comenzado en jueves del calendario juliano.

## Acontecimientos
- Toma de Morella en enero por las tropas cristianas.
- El 25 de enero un ejército formado por fuerzas de las Órdenes Militares y del obispo de Plasencia reconquista la ciudad de Trujillo.
- Menorca se hace tributaria de la Corona de Aragón.
- Galicia - Levantamientos comunales en Lugo contra el obispo señor de la ciudad.
- Asturias - Contrato de arrendamiento del puerto de Entrellusa para la pesca de la ballena.
- Derrota del Imperio Mongol en china.
- España - Muhammad ibn Yusuf ibn Nasr ibn al-Ahmar domina Guadix, Baza y Jaén.

## Nacimientos
- Ramon Llull escritor y filósofo nacido en Mallorca (actual España).